# La gran compresión
La gran compresión, gran convergencia o gran redistribución se refiere a unas décadas de extraordinaria reducción de la desigualdad de rentas en Estados Unidos y en algunos países desarrollados que comienza, según algunos autores en 1914, para otros a principios de los años 1940 y para otros al finalizar la Segunda Guerra Mundial (1945) y que habría durado hasta la década de 1970 o los años 1980 (por el auge del movimiento conservador y la crisis del petróleo de 1973). Durante ese tiempo, la desigualdad económica mostrada por la distribución de la riqueza y la distribución de la renta entre los ricos y los pobres se hizo mucho menor de lo que había sido en períodos anteriores.

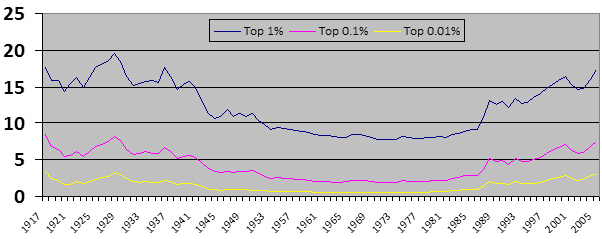
Participación de los ingresos familiares antes de impuestos percibidos por el 1% más alto, el 0,1% más alto y el 0,01% más alto, entre 1917 y 2005.

## Origen de los términos
El término gran compresión fue supuestamente acuñado por Claudia Goldin y Robert Margo. en un artículo de 1992, y supuso el fin de la larga Gran Depresión provocada por el crack de 1929. Estos autores, inicialmente, se referían a la primera década, 1940-1950 cuando se inició la reducción de la desigualdad en la distribución de las rentas.
Thomas Piketty denomina la gran redistribución en el capítulo 6 de su libro 'Una breve historia de la desigualdad', al período entre 1914 y 1980, cuando las desigualdades de renta y de patrimonio (riqueza) se redujeron considerablemente en todo el mundo occidental.

## Análisis de la gran compresión

### Impuestos progresivos
Según los economistas Thomas Piketty y Emmanuel Saez, el análisis de los datos del impuesto sobre la renta de las personas físicas muestra que la compresión o reducción de la desigualdad de rentas terminó en la década de 1970 y desde entonces han vuelto a aumentar las diferencias de ingresos en Estados Unidos; en menor medida en Canadá e Inglaterra. En Francia y Japón, donde se ha mantenido la imposición progresiva no ha habido un aumento de la desigualdad. En Suiza, donde nunca se aplicó la fiscalidad progresiva, la compresión nunca se produjo.

### New Deal y fortalecimiento de los sindicatos
El economista Paul Krugman atribuye el mérito de la compresión no sólo al impuesto progresivo sobre la renta, sino a otras políticas del New Deal y de la Segunda Guerra Mundial del presidente Franklin D. Roosevelt. Desde aproximadamente 1937 hasta 1947, los impuestos altamente progresivos, el fortalecimiento de los sindicatos del New Deal y los controles de salarios y precios del National War Labor Board durante la Segunda Guerra Mundial, aumentaron los ingresos de los pobres y de la clase trabajadora y redujeron los de los que más ganan.  Krugman sostiene que estas explicaciones son más convincentes que el ciclo convencional de la curva de Kuznets de la desigualdad impulsada por las fuerzas del mercado porque un cambio natural habría sido gradual y no repentino como lo fue la compresión.

### Escasez de trabajadores y mejora de las condiciones laborales
La explicación de la duración de la compresión se ha atribuido a la falta de mano de obra inmigrante en los EE. UU. durante esa época (los migrantes a menudo no pueden votar y así apoyar sus intereses políticos) y a la fuerza de los sindicatos, ejemplificada por el Tratado de Detroit de Reuther-un histórico acuerdo empresarial-laboral de 1949 alcanzado entre el sindicato United Auto Workers y General Motors. En virtud de ese acuerdo, los miembros de la UAW tenían garantizados unos salarios que aumentaban con la productividad, así como prestaciones sanitarias y pensiones de jubilación. A cambio, GM tuvo relativamente pocas huelgas, paros, etc. Los sindicatos ayudaron a limitar los aumentos de sueldo de los ejecutivos. Además, los miembros del Congreso de ambos partidos políticos coincidían significativamente en su historial de votos y un número relativamente mayor de políticos defendía posiciones centristas con una aceptación general de las políticas del New Deal.

### Fin de la gran compresión
El fin de la compresión de los ingresos se ha atribuido a "fuerzas impersonales", como el cambio tecnológico y la globalización, pero también a cambios políticos y normativos que afectaron a las instituciones (por ejemplo, los sindicatos) y a las normas (por ejemplo, la remuneración aceptable de los ejecutivos). Krugman sostiene que el auge del "movimiento conservador" -un "conjunto muy cohesionado de instituciones entrelazadas que llevó al poder a Ronald Reagan y Newt Gingrich"- que comenzó a finales de la década de 1970 y principios de la de 1980 trajo consigo una bajada de impuestos a los ricos y agujeros importantes en la red de seguridad social. El poder relativo de los sindicatos disminuyó significativamente junto con la afiliación sindical, y los salarios de los ejecutivos aumentaron considerablemente en relación con el salario medio de los trabajadores.

## La gran divergencia
El período siguiente a la gran compresión o gran convergencia ha sido denominada La gran divergencia (desigualdad) por Krugman y es el título de un artículo y libro de Timothy Noah. Krugman también señala que la era anterior a la Gran Divergencia fue una época no sólo de relativa igualdad sino de crecimiento económico muy superior a la "Gran Divergencia".